# Il silenzio degli abissi
Il silenzio degli abissi (Grave Descend) è un romanzo thriller di Michael Crichton, pubblicato nel 1970 con lo pseudonimo di John Lange e riproposto nel 2006 (a firma M. Crichton) nella serie Hard Case Crime. È stato tradotto in tedesco nel 1971, mentre in italiano è apparso postumo nel 2016.
Nel 1971 il libro è stato finalista all'Edgar Award nella categoria Best Paperback Original.

## Trama
Ocho Rios, in Giamaica: James McGregor è stato contattato da un uomo che non ha mai visto; si tratta di Arthur Wayne, un assicuratore che lo vuole ingaggiare per il recupero di alcuni beni che si trovano a bordo di uno yacht affondato, il Grave Descend. Il proprietario del costoso naviglio è Robert, fratello di Arthur. A bordo c'erano pochi uomini di equipaggio e Monica Grant, amante di Robert, tutti incolumi e incapaci di spiegare come sia avvenuto l'incidente. McGregor, il più efficiente sommozzatore di tutta la Giamaica, accetta l'incarico e organizza con il socio Yeoman e l'amica Sylvie l'immersione per il giorno seguente. Nell'attesa tuttavia, una serie di considerazioni mette James e Yeoman in guardia. Innanzitutto non è stato mai denunciato l'incidente alle autorità: invece i due amici vedono un uomo che affonda con un telecomando uno yacht, inconfondibilmente il Grave Descend.
Altri avvertimenti arrivano da Waldo, un misterioso personaggio che parla a McGregor, dicendogli di rinunciare all'impresa. L'inquietante comparsa di una donna di nome Elaine, che tiene al guinzaglio un ocelotto, è un altro ammonimento, ma l'indomani McGregor e Yeoman fanno la loro immersione. Raggiunto il Grave Descend, i due comprendono che è stato affondato dall'interno e trovano anche un pacco di esplosivo: qualcuno vuole la loro morte a missione compiuta. Disinnescato il meccanismo a tempo collegato all'esplosivo, i due si recano nella cabina del capitano e non trovano una statua che dovrebbero recuperare, ma solo una piccola cassaforte, impossibile da rimuovere subito. Tornati in superficie, riferiscono a Wayne l'esito della discesa e assicurano che nel pomeriggio sbloccheranno la cassaforte. Così avviene. Quando McGregor e Wayne stanno per spostarsi con il piccolo tesoro in un pick-up, due squadre di uomini armati li fermano e rubano la cassaforte. Feriscono anche Wayne, che finisce in ospedale.
McGregor, tornato all'albergo, è fermato dall'ispettore Burnham e viene interrogato nella centrale di polizia. Scopre che Wayne, ancora all'ospedale, ha negato di aver subito un agguato e una rapina e rifiuta qualsiasi interrogatorio. Allora Burnham spiega a McGregor che il Grave Descend portava un carico di diamanti provenienti da Trevo in Sicilia. La destinazione a Ocho Rios è dovuta al fatto che, in una villa chiamata Silverstone, risiede Robert Levett, uno dei pochi riciclatori di beni illegali: costui è tollerato dalle autorità perché investe generosamente in opere pubbliche giamaicane. Il suo compito è di trasformare il tesoro (nascosto in Sicilia da occupanti nazisti e passato poi alla mafia locale) in denaro pulito e spendibile. Robert Wayne non c'entra, essendo un signore in casa di riposo in Pennsylvania. Ora McGregor sa quello che rischia, ma non può più ritirarsi: incontrata Elaine con l'ocelotto, è colpito alla testa e si ritrova al risveglio in una palude.
Grazie a una bussola che gli aggressori gli hanno lasciato, McGregor lascia la palude, anticipando di molte ore il suo arrivo a Ocho Rios. In albergo scopre i frammenti della statua scomparsa dallo yacht nel suo bagno e immediatamente si ritrova alle prese con Burnham. Questi, sotto la propria responsabilità, finge di mandare in prigione il subacqueo e gli svela altri particolari: Elaine, appassionata di leopardi e amante di Robert, si chiama in realtà Maria Perez, non esiste alcuna Monica Grant di New York, la quale, sotto il nome vero di Barbara Levett ha lasciato l'isola con Arthur. La vicenda trova una violenta soluzione a Silverstone dove McGregor si reca e trova un'altra amara sorpresa: Sylvie è lì e forse è complice dei Levett. Costretto a immergersi per l'ultima volta, McGregor recupera i diamanti e sfugge a una morte sicura grazie all'aiuto di Yeoman. Il sacchetto di pietre preziose cade aprendosi in acqua, quando Robert Levett è mortalmente colpito dall'infallibile pistola di Yeoman.

## Personaggi
- James McGregor, sommozzatore giamaicano.
- Roger Yeoman, amico e collega di McGregor; è anche un formidabile lottatore e tiratore.
- Sylvie, altra collaboratrice di McGregor. È di origine francese e proviene dalla Martinica.
- Monica Grant (Barbara Levett), giovane molto bella.
- Robert Wayne (Robert Levett), amante di Monica e proprietario dello yacht "Grave Descend".
- Arthur Wayne (Charles Levett),  assicuratore e fratello di Robert.
- Elaine Marchant (Maria Perez), giovane apparentemente frivola, possiede due ocelotti.
- Waldo, una voce nel buio.
- ispettore Burnham, della polizia di Ocho Rios.

## Edizioni in italiano
- Il silenzio degli abissi, Michael Crichton alias John Lange; traduzione di Doriana Comerlati, Milano: Garzanti, 2016, ISBN 978-88-11-68821-1